# 太极乡
太极乡，是中华人民共和国重庆市黔江区下辖的一个乡镇级行政单位。

## 行政区划
太极乡下辖以下地区：
太极村、李子村、石槽村、金团村、新陆村、鹿子村和太河村。